# Boklotteriets stipendiater 1960
Boklotteriet startade 1948 på initiativ av författaren Carl-Emil Englund. Överskottet för Boklotteriet 1959 blev cirka 275 000 kronor. Antalet lotter för Boklotteriet 1959 var 850 000. På våren 1960 var det dags att utse stipendiater.
Följande författare belönades med stipendier under år 1960:
10 000 kronor
- Jan Fridegård
- Arne Sand
- Stig Sjödin
- Sven Stolpe

5 000 kronor
- Bengt Anderberg
- Stig Carlson
- Ella Hillbäck
- Birger Norman
- Urban Torhamn

3 000 kronor
- Ingrid Arvidsson
- Sven O. Bergkvist
- Ingemar Gustafson
- Erland Josephson
- Björn Julén
- Torsten Segebladh
- Ulf Veits

2 000 kronor
- Svante Foerster
- Karl-Axel Häglund
- Olle Ohlson
- Sven Christer Swahn
- Mira Teeman
- Pär Wistrand

Kritikerrnas stipendium till författare
- Sven Rosendahl  3 000 kronor

Författarnas pris till kritiker
- Gunnel Vallquist  3 000 kronor

Bokillustratörsstipendium
- Torsten Billman  2 000 kronor
- Gösta Kriland  2 000 kronor

Översättarstipendium
- Lars Forssell  2 000 kronor
- Arne Lundgren  2 000 kronor

Journaliststipendier
- Kurt Bergengren  2 000 kronor
- Willy Maria Lundberg  2 000 kronor

Övriga stipendier om 1 000 kronor
- Eva Berg
- Gunnar Edman
- Sverre Holmsen
- Inga Lena Larsson
- Helge Törnros

Stipendier till barn- och ungdomsförfattare om 3 000 kronor vardera
- Edgar P. Andersson
- Eva Hjelm
- Gunvor Håkansson
- Karl Rune Nordkvist
- Karl Otto Zamore

Stipendier från Arbetarnas bildningsförbund som erhållit medel från Boklotteriet om 2 500 kronor vardera till
- Carin Beckius
- Gunnar Ericsson

Stipendium från Aftonbladet som erhållit medel från Boklotteriet
- Elsa Grave  10 000 kronor

Stipendier från Landsbygdens stipendienämnd som erhållit medel från Boklotteriet
- Per Olof Sundman  5 000 kronor
- E. R. Gummerus  3131:75 kronor
- Willy Walfridsson  3131:75

Stipendier från tidningen Vi som erhållit medel från Boklotteriet
- Annalisa Forssberger  4 000 kronor
- Aksel Lindström  3 000 kronor
- Birger Norman  3000

Stipendium från Fib:s lyrikklubb som erhållit medel från Boklotteriet
- Olle Svensson  5 000 kronor

Boklotteriets stora pris sedermera Litteraturfrämjandets stora pris på 25 000 kronor
- Hjalmar Gullberg

Boklotteriets stipendiater för övriga år finns angivna i
- 1949 Boklotteriets stipendiater 1949
- 1950 Boklotteriets stipendiater 1950
- 1951 Boklotteriets stipendiater 1951
- 1952 Boklotteriets stipendiater 1952
- 1953 Boklotteriets stipendiater 1953
- 1954 Boklotteriets stipendiater 1954
- 1955 Boklotteriets stipendiater 1955
- 1956 Boklotteriets stipendiater 1956
- 1957 Boklotteriets stipendiater 1957
- 1958 Boklotteriets stipendiater 1958
- 1959 Boklotteriets stipendiater 1959
- 1960 Boklotteriets stipendiater 1960
- 1961 Boklotteriets stipendiater 1961
- 1962 Boklotteriets stipendiater 1962
- 1963 Boklotteriets stipendiater 1963
- 1964 Boklotteriets stipendiater 1964
- 1965 Litteraturfrämjandets stipendiater 1965
- 1966 Litteraturfrämjandets stipendiater 1966
- 1967 Litteraturfrämjandets stipendiater 1967
- 1968 Litteraturfrämjandets stipendiater 1968
- 1969 Litteraturfrämjandets stipendiater 1969
- 1970 Litteraturfrämjandets stipendiater 1970
- 1971 Litteraturfrämjandets stipendiater 1971
- 1972 Litteraturfrämjandets stipendiater 1972